# SC Red Star Penzing
SC Red Star Penzing is een Oostenrijkse voetbalclub uit Ottakring, een stadsdeel van de hoofdstad Wenen.

## Geschiedenis

### Eerste jaren
De club werd in 1903 opgericht met de nog steeds gebruikte rood-zwarte clubkleuren onder de naam SC Red Star Wien. In 1904 sloot de club zich aan bij de Oostenrijkse voetbalbond waar de club in de tweede klasse werd ingedeeld. In die tijd waren de kampioenschappen nog niet officieel. In 1907/08 werd de club kampioen maar mocht niet naar de hoogste klasse promoveren omdat de club niet over een eigen stadion beschikte. Hierdoor promoveerde Floridsdorfer AC dat tien punten achterstand telde op de club.
In 1911/12 werd het eerste officiële kampioenschap gespeeld. In het voorgaande jaar werd Rennweger SV 1901 kampioen van de tweede klasse maar nadat de bond de titel van de club afgenomen had, maakten Red Star en ASV Hertha Wien kans op promotie. Red Star verloor van Hertha waardoor die club medeoprichter werd van de huidige hoogste klasse. In 1913 kreeg de club voor het eerst een eigen terrein. Nadat dat terrein in 1914 had moeten wijken voor een volkstuin, speelde Red Star verder op de terreinen van andere clubs. In 1916 werd de club kampioen maar kon niet promoveren omdat tijdens de Eerste Wereldoorlog er geen promotie en degradatie was tussen de eerste en de tweede klasse. Aan de start van het volgende seizoen moest de club gedwongen de naam SC Rotstern Wien aannemen omdat Red Star te Engels klonk in de oorlogsperiode.

### Interbellum
Na de oorlog werd opnieuw de oude naam aangenomen. In Oostenrijks voetbalkampioenschap 1922/23 werd de club vicekampioen achter FC Ostmark Wien. Het volgende seizoen degradeerde de club ondanks een goede plaats omdat de tweede klasse van twee reeksen naar één reeks herleid werd. Nadat op 1 juli 1926 de amateurvoetbalbond (VAFÖ) was opgericht, sloot de club zich hierbij aan en werd een van de toonaangevende clubs. In 1927 werd de club al kampioen van de 1. Klasse West en won enkele bekercompetities. Het volgende seizoen werd de club opnieuw kampioen en speelde tegen de kampioen van de Klasse Ost SC E-Werk Wien en won met 4-2. Datzelfde jaar fuseerde de club met SC Sturm 1914 Wien. Door de opkomst van het austrofascisme werd de VAFÖ in 1934 opgeheven. Hierna sloot de club zich weer bij de gewone competitie aan en startte in de derde en laagste klasse. De club verloor opnieuw zijn stadion en moest enkele keren fuseren. In 1935 fuseerde de club met Red Star, een club met dezelfde naam die van de vakbond was. Een jaar later kwam het tot een fusie met SC Neubau Wien die echter een jaar later ongedaan gemaakt werd. Datzelfde jaar fuseerde de club opnieuw, dit keer met Wiener Sportvereinigung. De naam bleef wel altijd behouden.

### Ostmarktijdperk
In 1940 moest de naam onder dwang van de nationaalsocialistische regering de naam veranderen in SC Rot-Stern 03. Tussen 1939 en 1941 werd de club drie keer op rij vicekampioen maar slaagde er niet in te promoveren naar de Gauliga Ostmark. De resterende oorlogsjaren bracht de club in de middenmoot door. Na de Tweede Wereldoorlog werd meteen de naam terug veranderd in Red Star.

### Nieuw begin vanaf 1945
Nadat de Oostenrijkse competitie in 1949/50 ook toegankelijk was geworden  voor clubs uit de deelstaten, werd het voor de clubs uit Wenen steeds moeilijker om zich te handhaven in de hogere klassen. In de jaren vijftig pendelde de club tussen de tweede en derde klasse. Tijdens de jaren zestig speelde de club meestal in de Wiener Liga, op 1967/68 na toen de club in de Regionalliga speelde wat toen nog de tweede klasse was. In de jaren zeventig ging het minder en pendelde Red Star tussen de derde en vierde klasse. In 1974 fuseerde de club met Ober-Sankt-Veit. Een jaar later nam de club intrek in de Auto-Platz wat nog steeds de thuishaven is van de club. In 1977 kwam er een nieuwe fusie, nu met RAC-AO Heimlicht en in 1980 nog eens met SC Auto-Gerngroß en nam zo de naam SC Red Star/Auto aan. Twee seizoenen later werd club kampioen van de vijfde klasse en promoveerde naar de 1. Landesliga. Het volgend seizoen werd die competitie omgedoopt in de Wiener Liege. Na een tweede plaats in 1985 keerde de club terug naar de derde klasse (Regionalliga Ost. De club was echter te licht voor de Regionalliga en degradeerde weer. In 1990 werd de naam opnieuw veranderd, dit keer in SC Red Star-Heimlich en werd opnieuw een titel behaald. Tijdens seizoen 1997/98 begon de club een samenwerkingsverband met SK Rapid Wien. De reserve- en jeugdteams bleven onder hun oude naam verder spelen maar het eerste elftal van Red Star speelde onder de naam SK Rapid Wien Amateure/Red Star. Na één jaar werd de samenwerking op basis van onoverkomelijke verschillen stopgezet. Het reserve-elftal van Rapid behield echter de licentie en SC Red Star moest voor de tweede keer in de onderste voetbalklasse herbeginnen. Om dit te vermijden fuseerde de club met SC Janecka-Penzing die ook thuiswedstrijden speelde op het veld van Red Star. De nieuwe clubnaam werd SC Red Star Penzing. In 2002 promoveerde de club naar de Oberliga A (vijfde klasse).

## Naamsveranderingen en fusiepartners
- 1903 Opgericht als SC Red Star Wien
- 1916 Naamsverandering →SC Rot-Stern Wien
- 1928 Fusie met SC Sturm 1914 Wien
- 1935 Fusie met Red Star (Gewerkschaft)
- 1936 Fusie met SC Neubau → SC Red Star/Neubau
- 1937 Opheffing fusie; Fusie met Wiener Sportvereinigung
- 1940 Naamsverandering → SC Rot-Stern 03 Wien
- 1941 Fusie met FC Libertas Wien
- 1945 Naamsverandering → SC Red Star Wien
- 1974 Fusie met Ober-Sankt Veit
- 1977 Fusie met RAC-AO-Heimlich
- 1980 Fusie met SC Auto-Gerngroß → SC Red Star/Auto
- 1990 Naamsverandering in SC Red Star-Heimlich
- 1997 Samenwerking met SK rapid Wien → Rapid Wien Amateure/Red Star
- 1998 Opheffing samenwerking; fusie met SC Penzing-Janecka → SC Red Star Penzing